# Giải Annie
Giải Annie là một giải thưởng của Hoa Kỳ trao cho các thành tựu trong lĩnh vực hoạt hình. The Annies do chi nhánh tại Los Angeles của Hiệp hội phim hoạt hình quốc tế, ASIFA-Hollywood trao tặng kể từ năm 1972. Ban đầu được lập ra để ghi nhận những đóng góp suốt đời hoặc toàn bộ sự nghiệp cho lĩnh vực hoạt hình, kể từ năm 1992 nó được trao cho các phim riêng lẻ.
Các thành viên của ASIFA-Hollywood gồm ba nhóm: thành viên thông thường, thành viên bảo trợ và thành viên sinh viên. Tất cả các nhà chuyên môn, sinh viên và người hâm mộ hoạt hình đều có thể tham gia ASIFA-Hollywood và phải trả một mức phí hội viên. Một số thành viên chuyên môn được tuyển chọn sẽ được tham gia bầu chọn cho giải Annie.
Giải Annie lần thứ 41 diễn ra vào ngày 1 tháng 2 năm 2014, trong khuôn viên UCLA.